# Ludvig Nordström-sällskapet
Ludvig Nordström-sällskapet bildades den 25 februari 1992 på författarens 110:e födelsedag, av några lärare på dåvarande Mitthögskolan (nu Mittuniversitetet), med syftet att främja intresset för och studiet av Ludvig "Lubbe" Nordströms författarskap. 
Sällskapet har sitt säte i Härnösand, den stad som i Nordströms noveller kallas Öbacka, men sällskapets medlemmar är spridda över hela landet. Sällskapet ger ut medlemsbladet LUDVIG  med fyra nummer årligen, och ger även ut nytryck av ett urval av författarens noveller.
Sällskapet har enligt stadgarna "till syfte att vidmakthålla intresset och vidga förståelsen för Ludvig Nordström och hans verk samt att främja forskningen om honom."
Lärare från Mittuniversitetet ingår i de juryer som utser pristagare till Ludvig Nordström-priset och skrivtävlingen för gymnasieungdomar, "Lilla Lubbe"-priset (instiftat 2011). 